# 王钦 (竞走运动员)
王钦（1994年5月8日—），陕西人，中国男子竞走运动员，2018年亚运会男子50公里竞走银牌得主。
他参加了多哈举行的2019年世界田径锦标赛男子50公里竞走，但是并没有完成比赛。
他在2020年夏季奥林匹克运动会田径男子50公里竞走比赛中以3:59:35的成绩位列第21名。